# Departamento de Lebialem
Lebialem es un departamento de la región Sudoeste de Camerún. En noviembre de 2005 tenía una población censada de 113 736 habitantes.
Está formado por los siguientes municipios:
- Alou 35,855
- Fontem 39,706
- Wabane 38,175